# Defraggler
Defraggler je nástroj pro defragmentaci disku nebo jednotlivých souborů. Je vyvíjen společností Piriform pro všechny systémy Microsoft Windows (64- i 32bitové) od verze Windows XP.

## Vlastnosti
Defraggler umožňuje defragmentovat soubory podle výběru či celý diskový oddíl. Podporuje NTFS, FAT32 i exFAT. Po spuštění se zobrazí kompletní přehled vybraného oddílu. Je možnost také nejprve spustit analýzu, která zabere jen pár sekund a graficky zobrazí strukturu disku i seznam fragmentovaných souborů, v nichž můžete vyhledat jen soubory určité velikosti či názvu a ty pak defragmentovat. V záložce Health lze nalézt informace o oddílu, jeho zdraví i teplotu disku. Spustit lze také rychlou defragmentaci.

## Zobrazit také
- CCleaner - Optimalizace systému a čištění registrů
- Recuva - Obnova smazaných dat
- Speccy - Rozšířené informace o systému